# Revan
Personnage de fiction apparaissant dans
Star Wars.
Revan est un personnage fictif de l'univers étendu de Star Wars, apparaissant pour la première fois dans le jeu vidéo Star Wars: Knights of the Old Republic de BioWare. Son histoire se déroule 40 siècles avant celle racontée dans les films.
Revan est un nom qui désigne deux personnalités d'une même personne : un Jedi devenu Sith connu sous le nom de Dark Revan puis un héros de l'Ancienne République dont la personnalité a été reprogrammée. L'histoire de Revan est principalement développée dans Star Wars: Knights of the Old Republic qui narre la quête d'une arme antique par Revan reprogrammé, la Forge Stellaire, et donne des éléments sur la première quête qui l'y avait mené alors qu'il était encore Dark Revan. Son histoire en amont de ces quêtes est développée dans le comics Chevaliers de l'ancienne République et des ouvrages de référence sur l'univers de l'Ancienne République. Son histoire en aval est évoquée par touches dans Star Wars: Knights of the Old Republic 2 - The Sith Lords et également dans d'autres fictions de l'univers étendu de Star Wars.
L'identité de Revan, reprogrammée par les Jedi, est le pivot de son histoire et constitue le twist du jeu Star Wars: Knights of the Old Republic où le joueur découvre, vers la fin du jeu, que le héros qu'il incarne n'est autre que l'ancien Seigneur Noir des Sith. Le personnage s'est rapidement imposé comme l'un des personnages majeurs et appréciés de l'Ancienne République que ce soit par les critiques ou par les fans de Star Wars.
Sa mention dans le guide visuel de Star Wars, épisode IX : L'Ascension de Skywalker lui permet de faire son entrée dans l'univers officiel.

## Histoire

### Univers officiel

#### Postérité dans l'Épisode IX:L'Ascension de Skywalker(2019)
En hommage au seigneur Sith Revan, une légion de soldats Sith porte son nom.

### Univers Légendes
À la suite du rachat de la société Lucasfilm par The Walt Disney Company, tous les éléments racontés dans les produits dérivés datant d'avant le 26 avril 2014 ont été déclarés comme étant en dehors du canon et ont alors été regroupés sous l’appellation « Star Wars Légendes ».

#### La quête de la Forge Stellaire
Sur Malachor V, lors de la dernière bataille de cette guerre, après avoir vaincu Mandalore et alors qu'ils s'apprêtaient à le tuer, ce dernier révéla à Revan et Alek qu'il n'avait jamais agi de son propre chef mais qu'il était la marionnette de l'Empereur des Sith, Dark Vitiate. Horrifiés que l'héritage des Jedi noirs puisse encore exister, les deux hommes partirent pendant un an sur les traces du Sith et de son Empire. Étant parvenus à s'introduire dans le lieu de résidence de l'Empereur, les deux Jedi tentèrent de l'affronter mais le puissant Seigneur Noir plia leur esprit à sa volonté et les fit passer du côté obscur. Conscient de leur potentiel, il les envoya comme émissaire dans le territoire de la République afin d'y rallier des partisans et préparer le retour de l'Empire. Mais une fois revenu, Revan préféra travailler pour son propre compte: il s'autoproclama Seigneur noir des sith et prit son lieutenant et ami Alek comme apprenti. Il prit le nom de Dark Revan et son apprenti celui de Dark Malak. Ils découvrirent la Forge Stellaire grâce aux indications de l'Empereur données auparavant et constituèrent une armada puissante. Revan renonça finalement à la puissance de la Forge, conscient que celle-ci était trop dangereuse pour lui permettre de créer un empire viable. Il partit alors à la conquête de la Galaxie et prit sans peine possession d'une bonne partie de la Bordure Extérieure.
Il fut finalement coupé dans sa progression car capturé par un groupe de Jedi menés par Bastila Shan. Dark Malak, sentant l'opportunité de se débarrasser à la fois des Jedi et de son Maître, trahit ce dernier mais ne parvint pas à les tuer. Revan prisonnier, Dark Malak prit les commandes des forces Sith. Sur Deralia, le Conseil Jedi ordonna la reprogrammation de la personnalité de Revan et fit effacer ses souvenirs.
Le « nouveau » Revan se réveilla amnésique à bord de l'Endar Spire, un vaisseau républicain commandé par Bastila Shan et traqué par les forces Sith. Il parvint à s'en échapper avec l'aide de Carth Onasi, un soldat républicain. Ils prirent un module de secours et s'écrasèrent dans la ville haute de la planète Taris alors sous l'emprise d'un blocus organisé par les Sith. Les deux hommes partirent à la recherche de Bastila Shan et la retrouvèrent dans la ville basse. Ensemble, ils parvinrent à fuir Taris pour se réfugier dans l'Enclave Jedi de Dantooine. Ils y découvrirent l'existence de la Forge Stellaire que convoitait de nouveau Dark Malak. Ils partirent alors à la recherche des Cartes Stellaires cachées à travers la Galaxie qui, elles seules, pouvaient leur révéler l'emplacement de la Forge. Pris au piège avec son groupe par l'amiral Saul Karath, Revan fut emprisonné sur le Léviathan. Il parvint à s'enfuir mais Dark Malak eut le temps de lui révéler sa véritable identité ainsi que le double jeu de Bastila Shan, qui était au courant mais lui avait caché la vérité. Dark Malak parvint à capturer la Jedi et la fit basculer dans le Côté obscur de la Force. Revan et ses compagnons rencontrés au gré de sa quête découvrirent finalement toutes les Cartes Stellaires et rejoignirent le système de Lehon où elle se trouvait. Ils réussirent à aborder la Forge grâce à l'aide des forces républicaines. En effet, la Forge Stellaire était lourdement gardée par la flotte Sith dont la coordination était facilitée par Bastila Shan et ses pouvoirs. Revan y affronta Dark Malak et le défit. Il parvint également, selon les canons officiels, à ramener Bastila Shan à la raison notamment en lui révélant son amour pour elle. Celle-ci n'utilisa alors plus la méditation de combat pour assister l'armada Sith qui perdit la bataille de Rakata Prime qui s'acheva par la destruction de l'arme antique.

#### Vers l'inconnu
Dans Star Wars: Knights of the Old Republic 2 - The Sith Lords, on en apprend plus sur ce qui est arrivé à Revan après la bataille de Rakata Prime. Selon son ancien Maître, Kreia, il est parti combattre dans les Régions inconnues de la Galaxie contre une faction connue sous le nom de « Vrais Sith ». Il remit également le casque de Mandalore à son compagnon Canderous Ordo pour que celui-ci puisse réunir les clans Mandaloriens que Revan avait fait éclater après la bataille de Malachor V. On sait que l'Exilée tenta de le rejoindre dans son combat dans les Régions inconnues mais on ne sait pas ce qui s'y est passé. 300 ans après son départ, l'histoire veut que Revan ne soit pas revenu des Régions inconnues. Vers 1 000 av. BY, plusieurs Sith s'inspireront de l'exemple Dark Revan : Dark Bane qui trouva un holocron du Seigneur noir sur Lehon et [Dark Rivan qui s'identifia à Revan après la lecture d'un manuscrit Sith mal orthographié.
On apprend dans Star Wars : The Old Republic, que Revan s’est confronté une seconde fois à l’Empereur des Siths, aidé de l’Exilée et du Seigneur Scourge. Dès le début du duel, le Maître Jedi fut accueilli par une vague de Force qui le repoussa à bonne distance. Revan sentit ensuite l'Empereur Sith tenter de prendre le contrôle de son esprit comme lors de leur première confrontation, mais cette fois ci le Jedi savait comment s'en protéger. Il utilisa à la fois le côté lumineux et le côté obscur de la Force pour projeter une vague de force sur son adversaire qui fut pris par surprise. l'Empereur riposta. Scourge assailli de la vision d’un jeune jedi faisant mordre la poussière à l’Empereur, trahit ses alliés, tuant l’Exilée. Revan, déconcentré, est de nouveau vaincu par l’Empereur, qui décide cette fois de le faire prisonnier. Trois siècles durant, Revan est maintenu en stase afin de nourrir le chef de l’Empire. Ce lien étant a double sens, Revan s'est servi de son influence sur l'Empereur des Siths pour le convaincre que la paix était la meilleure solution, d'où le Traité de Coruscant. Libéré par une équipe d'intervention de la République, Revan est défait à la Fonderie par une équipe impériale, alors qu'il tentait de lever une armée pour combattre l'Empire. Battu, il disparaît dans une tempête de force, après avoir répété les dernières paroles de son ami Malak. Nul ne sait s’il a pris la fuite, affaibli, ou s’il a définitivement rejoint la force.
Plus tard, lors d'une mission sur Rakata Prime, Revan refait surface et annonce qu'il souhaite conquérir la Galaxie avec son armée de Revanites et "terminer ce qu'il a commencé". Revan entend par là Stopper l'Empereur Vitiate définitivement. Son plan est donc de réhabiliter la fonderie et ainsi créer une immense armée de machines (sans vies donc) pour anéantir l'Empereur Vitiate.

## Caractéristiques

### Personnalité et aptitudes
La personnalité de Revan après sa reprogrammation n'est pas décrite car c'est le joueur qui la décide dans Star Wars: Knights of the Old Republic où il est alors amnésique. L'ancienne personnalité de Revan est décrite par des indications générales : il est avide de conquête et il a un esprit de revanche. Le nom de Revan, comme celui de la majorité des Sith dans l'univers Star Wars est vraisemblablement inspiré d'une autre langue que l'anglais. Il fait écho à son surnom de Revanchist et vient donc peut-être du mot français « revanche ».
La Force confère à Revan des pouvoirs très puissants de Jedi et de Sith dont la télékinésie et le pouvoir de contrôler la foudre. Il est représenté combattant avec deux sabres lasers dans Star Wars: Knights of the Old Republic 2 - The Sith Lords, ce qui pourrait signifier qu'il maîtrise le style combat Jar'Kai, qui permet de combattre avec deux sabres à la fois. En outre, il parle de multiples langues (basic, hutt, mando'a…). Fin tacticien, ses assauts faisaient peu de victimes civiles en prévision de la construction d'un empire Sith stable ce qui contraste avec Dark Malak qui, quand il a pris le commandement de la flotte Sith s'est révélé être un impitoyable meurtrier de masse.

### Apparence et voix
La véritable apparence de Revan est au départ inconnue. En effet, le personnage est principalement visible dans le jeu vidéo Star Wars: Knights of the Old Republic où le joueur peut choisir son apparence. Il peut également choisir son sexe mais, selon les canons officiels, Revan est un homme, ce qui limite les apparences de Revan proposé par le jeu à 15,. Il existe également un spot publicitaire où un acteur incarne vraisemblablement Revan qui pourrait donner des indications sur son aspect physique,. Dans le comics Chevaliers de l'ancienne République, il est toujours représenté encapuchonné et son visage n'est pas visible. Cependant, son apparence a finalement été révélée dans Star Wars: The Old Republic, dans la zone litigieuse de la Fonderie.[réf. nécessaire]
Dark Revan est quant à lui toujours représenté avec une armure qui couvre tout son corps. Étant donné que le joueur peut choisir le sexe de Revan dans Star Wars: Knights of the Old Republic, cette armure ne possède pas de marques masculines particulières et reste assez neutre (robe, plastron large, etc.) Dark Revan porte toujours un capuchon accroché à une cape grise, des gants et des bottes blindées. Il porte un masque mandalorien qu'il découvrit sur la planète des Cathars. Celui-ci avait appartenu à une femme qui s'était opposé au génocide des Cathars par les Mandaloriens et qui avait été tuée en les protégeant. Les attributs mandaloriens sont apparus dans l'univers Star Wars avec le casque de Boba Fett, celui-ci avait beaucoup contribué à la notoriété du personnage en renforçant le mystère autour de celui-ci. Sa tenue a été redessinée pour The Old Republic.[réf. nécessaire]
Les dialogues de Revan ne sont pas doublés dans Star Wars: Knights of the Old Republic mais on peut entendre sa voix lors des combats. Le doublage anglais a été enregistré par Rino Romano.[réf. nécessaire]
Dans le jeu vidéo Star Wars: The Old Republic, il est doublé en français par Thierry Desroses.[réf. nécessaire]

## Apparitions
Jeux vidéo
- Star Wars: Knights of the Old Republic
- Star Wars: Knights of the Old Republic 2 - The Sith Lords (flashback)
- Star Wars: The Old Republic
- Star Wars : Les Héros de la galaxie[14]

Bandes dessinées
- Chevaliers de l'ancienne République

n°0 - épisode Crossroads
n°9 - épisode Flashpoint Interlude: Homecoming
n°15 - épisode Days of Fear, Part 3
n°42 - épisode Masks (flashback)
- Star Wars Tales

n°6 - épisode Shadows and Light (vision)
Romans
- Dark Bane 1 : La Voie de la destruction (holocron)
- The Old Republic 3 : Revan

Livre
- Star Wars : L'Ascension de Skywalker : Le Guide Visuel (mention)[2]

## Réception
Le personnage de Revan a été globalement bien accueilli par la presse spécialisée et par les fans de Star Wars. Pour 1UP.com, Dark Revan est un méchant convaincant. Il permet à Knights of the Old Republic d'être soit une histoire de rédemption si le joueur suit le Côté lumineux de la Force  soit une histoire dans la continuité du personnage s'il suit le Côté obscur. En 2008, Jesse Schedeen a établi pour IGN des listes des meilleurs méchants et des meilleurs héros de l'univers Star Wars. Dark Revan et Dark Malak sont arrivés cinquièmes méchants favoris de la rédaction, le site estimant notamment leurs apparences respectives comme mémorables, le génie tactique de Dark Revan comme impressionnant et la lutte entre les deux Sith en font des figures tragiques. Revan ne fut pas sélectionné par la rédaction dans le top des meilleurs héros de l'univers Star Wars mais fut choisi comme héros favori par les lecteurs, ce qui témoigne de sa popularité auprès des fans. Il fut un héros par deux occasions, avec sa première personnalité lors des Guerres mandaloriennes et avec sa deuxième personnalité et la rédemption. Des figurines de Revan ont été éditées à destination de ces fans par Hasbro. Revan fait partie des personnages de l'univers étendu de Star Wars les plus appréciés par les fans,.
Le retournement final du jeu qui intervient juste avant la découverte de la dernière Carte Stellaire révèle au joueur la véritable identité de Revan. Ce procédé, marque de fabrique commune de l'univers Star Wars et du développeur BioWare, a contribué à amplifier la popularité du personnage,. Celui-ci change en effet toute la perception que le joueur avait du contexte de l'Ancienne République, développé pour la première fois à l'occasion de Knights of the Old Republic. Il ajoute également in extremis une dimension supplémentaire au duel final entre Revan et Dark Malak, la revanche du maître, qui est d'autant plus forte si le joueur suit le Côté obscur.
Ce twist est considéré par les critiques comme l'un des coups de théâtre les plus marquants de l'histoire du jeu vidéo,.